# Stazione di Motomachi-Chūkagai
La stazione di Motomachi-Chūkagai (元町・中華街駅?, Motomachi-Chūkagai-eki) è una stazione ferroviaria metropolitana di Yokohama, nella prefettura di Kanagawa che si trova nel quartiere di Naka-ku ed è servita dalla linea ● Linea Minatomirai della metropolitana di Yokohama, gestita dalla compagnia privata Ferrovia Yokohama Minatomirai. La stazione è la sesta della linea una volta lasciato il capolinea di Yokohama, e attualmente è il capolinea sud della linea. Il codice di stazione è (MM06).

## Storia
La stazione venne inaugurata assieme alla linea metropolitana il 1º febbraio 2004.

## Linee
Ferrovia Yokohama Minatomirai
● Linea Minatomirai

## Struttura
La stazione è costituita da due binari passanti sotterranei con un marciapiede a isola centrale.
| 1-2 | ● Linea Minatomirai |  | per Minatomirai, Yokohama e, via linea Tōkyū Tōyoko, Musashi-Kosugi, Shibuya, via linea Fukutoshin, Ikebukuro, via linea Seibu Ikebukuro, Tokorozawa e, via linea Tōbu Tōjō, Hannō |

## Stazioni adiacenti
| «                 | Servizio           | »                 |
| Linea Minatomirai | Linea Minatomirai  | Linea Minatomirai |
| ----------------- | ------------------ | ----------------- |
| Nihon-ōdōri       | Locale             | Capolinea         |
| Nihon-ōdōri       | Espresso           | Capolinea         |
| Nihon-ōdōri       | Espresso pendolari | Capolinea         |
| Minatomirai       | Espresso Limitato  | Capolinea         |